# Pimpinella lutea
Pimpinella lutea är en växtart i släktet bockrötter (Pimpinella) och familjen flockblommiga växter. Den beskrevs av René Louiche Desfontaines 1798.
Arten är en perenn ört som förekommer i södra Italien, på Korsika, Sardinien och Sicilien samt i Tunisien och Algeriet.